# Må Du Leva
Må Du Leva är en svensk film från 2025 regisserad av Malin Dahl som tillsammans med Johnny Wernersson även skrev manus. Filmen hade världspremiär på Göteborg Film Festival 2025.
Filmen är producerad av Backa Studios.

## Handling
I en mörk värld där förtvivlan och förfall har tagit över kämpar en äldre man för att hålla fast vid vardagen och sin fru, trots att hon långsamt förvandlas till något främmande och farligt.

## Rolllista
- Thomas Dahl
- Gunnar Haneskog
- Ebba Ståhl